# Масляк Іван
Іван Масляк (21 серпня 1867 — 3 лютого 1925) — український галицький правник, громадсько-політичний діяч. Судовий радник у Бережанах, бережанський повітовий комісар ЗУНР, член дирекції Української каси «Надія» в Бережанах, яка в часі першої світової надала позику товариству «Рідна школа» в місті для купівлі 1-поверхової будівлі. 1921 року у Варшаві відбувся розгляд Найвищим судом справи проти Івана Масляка.